# Ани Илков
Ани Илков е български поет и литератор.

## Биография
Ани Илков е роден на 11 януари 1957 в с. Ружинци. Учи в родното си село и в английската гимназия във Видин.
Завършва българска филология в Софийския университет, където по-късно – след около година работа в металургичния комбинат в Кремиковци – става преподавател по възрожденска, а после и по българска литература от първата половина на 20 век.
Бил е гостуващ лектор по български език и литература във Великобритания (1997 – 1999, 2010 – 2013) и Индия (2006 – 2007).
Член на журито на националната награда за съвременна българска художествена проза „Хеликон“ през 2011 г.
Член на журито на националната награда за поезия „Иван Николов“ за 2010 г. и 2012 г.
Женен, с една дъщеря.

## Творческа дейност
По произведения на Ани Илков, Георги Господинов и Калин Янакиев Театрална работилница „Сфумато“ (под режисурата на Иван Добчев и с Деян Донков в главната роля) прави през 2002 г. представлението „Роден във Ветил“.
За кратко е заместник главен редактор на в-к „Литературен форум“. Един от основателите на „Литературен вестник“.
От възникването на седмичника „Седем“ през 2004 г. до заминаването си за Индия е колумнист на изданието (страници 4 – 5, рубрика „Защо се случи“).

## Награди
- Годишна награда на Издателско ателие „Аб“ „Златната метафора“ (2004)[8][9]
- Награда „Перото“ (2015, за стихосбирката „Подготовка за напускане на сърцето“)., [10]
- Награда „Николай Кънчев“ (2015, за стихосбирката „Подготовка за напускане на сърцето“).[11]
- Награда “Култура” (2024, заради постмодерното начало в поезията му и начина, по който мисли света на бъдещето).

### Поезия
- „Любов към природата“ (1989)
- „Поля и мостове“ (1990)
- „Любовници“ (1991)
- „Изворът на грознохубавите“ (1994) (ISBN 954-426-053-6).[12]
- „Етимологики“ (1996) (двуезично издание на български и английски) (ISBN 954-491-016-6).[13]
- „Зверовете на Август“ (1999) (ISBN 954-426-222-9).[14][15]
- „Мала АЗиЯ на Душата“ (2004) (ISBN 954-737-429-X).
- „Събрано“ (2011) (ISBN 978-954-491-711-6).[16], [17], [18]
- „Подготовка за напускане на сърцето“ (2015) (ISBN 978-954-07-3913-7).[19][20][21]
- „До края на смъртта“ (2023)[22][23][24][25][26]
- „Бързо насън. Събрани стихотворения“ (2024) (ISBN 978-619-70-8288-3).[27][28]

### Публицистика
- „Похищението на България. Политически памфлети (2002 – 2009)“, София: Издателство „Жанет 45“, 2014. (ISBN 978-619-186-042-5).[29][30][31]

### Драматически произведения
- „Bulgaria Limited (пиеса за четене)“, сп. „Сезон“, лято 2002.[32]

### Монографии
- „Несъвършеният гений. Книга за Константин Павлов“. С.: Полис, 2010. (ISBN 978-954-796-031-2).[33]
- „CHIASMUS (Възрожденска културна идиоматика: ХІХ и ХХ век)“, София: УИ „Св. Климент Охридски“, 2014 (ISBN 978-954-07-3654-9).[34]

### Анкети
- Боряна Владимирова, „Сеч и меланхолия. Литературна анкета с Ани Илков“. С.: Издателски център „Боян Пенев“, 2022. (ISBN 9786197372458)